# Gustav von Eckenbrecher
Karl Gustav von Eckenbrecher (* 13. April 1807 in Berlin; † 22. September 1887 in Düsseldorf) war ein deutscher praktischer Arzt, Altertumsforscher und  Schriftsteller.

## Herkunft
Gustav von Eckenbrecher war der Sohn des Rittmeisters Karl Ernst Philipp August (1782–1867) und der seit 1803 mit ihm verheirateten Caroline, geb. von Pelkowski (1786–1832), und der Enkel des Generalmajors und Rittergutsbesitzers Johann August von Eckenbrecher. Seine Kindheit verbrachte er auf dem Herrensitz der Familie (heute: Dorfstraße 22), Gutenpaaren im Havelland.

## Ausbildung
Eckenbrecher besuchte zunächst die auf eine Schulstiftung von Gertrud von Saldern zurückgehende Saldria in Brandenburg an der Havel, danach das Domgymnasium in Magdeburg. Anschließend studierte er seit 1825 Jura, Theologie und Philosophie an den Universitäten von Heidelberg, Berlin und Kiel. Hier wurde Eckenbrecher mit einer Arbeit über Homers Darstellung des Zeus promoviert. Seine Dissertation widmete er August Eduard Schultz, dem vormaligen Prorektor der Saldria, jetzt Direktor der höheren Gewerb- und Handelsschule zu Magdeburg.
Anschließend bereiste Eckenbrecher fast acht Jahre lang Griechenland und den Nahen Osten. In Smyrna verfasste er im Sommer 1841 eine Arbeit über die Lokalisierung des homerischen Troja. Mitte der 1840er Jahre kehrte er nach Deutschland zurück. Im Frühjahr 1847 bewarb er sich vergebens um einen Posten an der preußischen Gesandtschaft bei der Hohen Pforte in Konstantinopel.
In Berlin begann er ein Medizinstudium, wo er 1850 erneut, diesmal als Mediziner, mit der Arbeit De sectionis altae praestantia promoviert wurde. Anschließend ging er als Leibarzt des Sultans in das Osmanische Reich. 1851 übersiedelte er nach Bebek, wo er bis 1857 als praktischer Arzt u. a. am Deutschen Krankenhaus tätig war.

## Wissenschaftliche Arbeiten
In Berlin trat Gustav von Eckenbrecher mehreren wissenschaftlichen Vereinen, beispielsweise der Gesellschaft für Erdkunde und der Archäologischen Gesellschaft bei. Einige der in diesem Rahmen gehaltenen Vorträge, vor allem über die antiken Schauplätze homerischer Epen, wurden publiziert.
Heinrich Schliemann, der Eckenbrecher in zahlreichen Briefen von seinen Grabungserfolgen berichtete, erwähnt seine Vorarbeiten ehrenvoll in der Einleitung seiner Trojanischen Alterthümer. Auch mit dem Fürsten Hermann von Pückler-Muskau korrespondierte Eckenbrecher.
Zu Beginn des Jahres 1858 wurde Eckenbrechers Niederlassung in Potsdam gemeldet, wo in den folgenden Jahren bis 1861 praktizierte.
Ab den 1860er-Jahren wohnte Gustav von Eckenbrecher in Düsseldorf, wo er im Stadtteil Pempelfort in der Jägerhofstraße Nr. 23 ein Haus errichtete. Neben seiner Arztpraxis schrieb Eckenbrecher weiterhin Artikel, beispielsweise für die Kölnische Zeitung, und hielt öffentliche Vorträge über Gesundheitspflege. 1873 unternahm er eine dritte Reise in den Nahen Osten.
Eine Neuausgabe seiner Arbeit über die Lage des homerischen Troja widmete er 1875 „in tiefster Ehrfurcht“ dem Reichskanzler Otto von Bismarck.
Für die Erfindung eines selbstregulierenden horizontalen Windrades wurde ihm am 16. Februar 1879 ein Deutsches Reichspatent erteilt.

## Familie
Am 22. Januar 1842 heiratete Gustav von Eckenbrecher auf der Insel Rhodos Francesca (Fanny) Magdalena, geb. Danelon (* 22. April 1805; † 2. März 1879), die Tochter des Kaufmanns und britischen Konsuls Antonio Giuseppe Danelon in Triest. Am 17. November 1842 kam in Athen ihr Sohn, der spätere Landschaftsmaler Themistokles von Eckenbrecher (1842–1921) zur Welt.

## Schriften
- De Jovi Homeri. E Libraria C. Bethgii, Berlin 1833 (Digitalisat).
- Über die Lage des Homerischen Ilion. Mit zwei Karten. In: Rheinisches Museum für Philologie. Neue Folge Bd. 2 (1843), S. 1–49 (Digitalisat); überarbeitete Neuausgabe: Julius Buddeus, Düsseldorf 1878 (Digitalisat).
- Die Insel Chios. Ein Vortrag im wissenschaftlichen Vereine zu Berlin am 8. März 1845 gehalten. G. Bethge, Berlin 1843 (Digitalisat).
- Über die Fasten in der griechischen Kirche und über die Fasten in der protestantischen Kirche. G. Bethge, Berlin 1846 (Digitalisat).
- Herr Goldkäfer. Komödie, G. Bethge, Berlin 1861
- Ein Besuch bei Schliemann auf der Stätte des alten Troja. In: Daheim. Ein deutsches Familienblatt mit Illustrationen Bd. 10, Nr. 16, 17. Januar 1874, S. 251–255 (Web-Ressource).
- Die schöne Magelone. Gedichte, Schultze, Leipzig 1878
- Eine Fahrt auf den Olymp. In: Die Grenzboten Jg. 37 (1878), Bd. 1, S. 223–234 (Web-Ressource); S. 265–277 (Web-Ressource).
- Mahmud Pascha, der Eroberer von Konstantinopel. Aus einem ungedruckten türkischen Volksbuch übersetzt.  In: Die Grenzboten Jg. 37 (1878), Bd. 2, S. 228–239 (Web-Ressource).
- Selbstregulirendes horizontales Windrad. In: Glasers Annalen Nr. 55, 1. Oktober 1879, Sp. 245 ff.
- Katechismus der Gesundheitslehre. Ein Vortrag im Bildungsverein zu Düsseldorf am 16. April 1883 gehalten. Gedruckt bei A. Bagel, Düsseldorf 1883.